# Daisetsuzan-Nationalpark
Der Daisetsuzan-Nationalpark (japanisch 大雪山国立公園, Daisetsuzan Kokuritsu Kōen, auch Taisetsuzan) ist mit 2267,64 km² der größte japanische Nationalpark und befindet sich auf der Insel Hokkaidō. Der Park wurde am 4. Dezember 1934 zum Nationalpark erklärt. Der Daisetsu-zan selbst ist zudem seit 1977 ein besonderes Naturdenkmal. Das Parkgebiet teilt sich auf in besonders geschützte, besondere und gewöhnliche Schutzzonen.

## Gebirgslandschaft

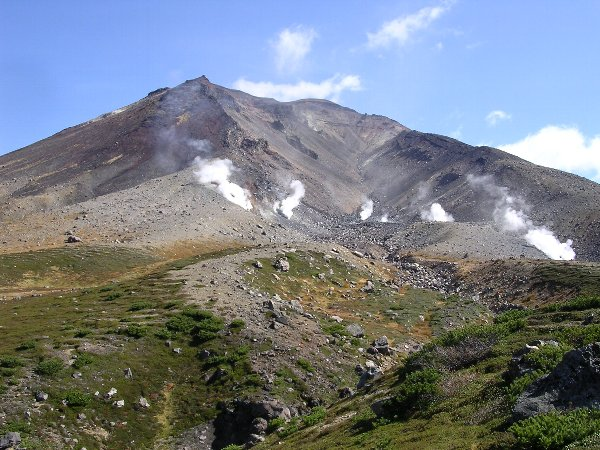
Der Berg Asahidake, September 2004

Daisetsuzan bedeutet übersetzt „Große verschneite Berge“, eine gute Beschreibung dieser Gipfel, von denen 5 über 2000 m reichen und die eines der unebensten Gebiete Japans bilden.
Sie bestehen aus drei Vulkangruppen aus aufeinander aufgetürmten Schichtvulkanen. Wenn ein Schlot aktiv wird, baut er einen Gipfel auf und wird dann inaktiv, bis ein neuer Schlot entsteht und einen neuen Gipfel bildet.
Die Gruppen sind:
- Daisetsuzan-Vulkangruppe im Nordteil des Parkes. Zu ihr gehört Hokkaidos höchster Berg, der Asahi-dake.
- Tokachi-Vulkangruppe im Südwesten des Parkes zwischen dem Yūbari- und dem Hidaka-Gebirge. Dazu gehört der Berg Tokachi.
- Shikaribetsu-Vulkangruppe im Osten des Parks. Zu ihr gehört der Berg Ishikari.

Diese Vulkangruppen liegen um ein zentrales Hochland, das vom Berg Tomuraushi beherrscht wird.

## Tierwelt

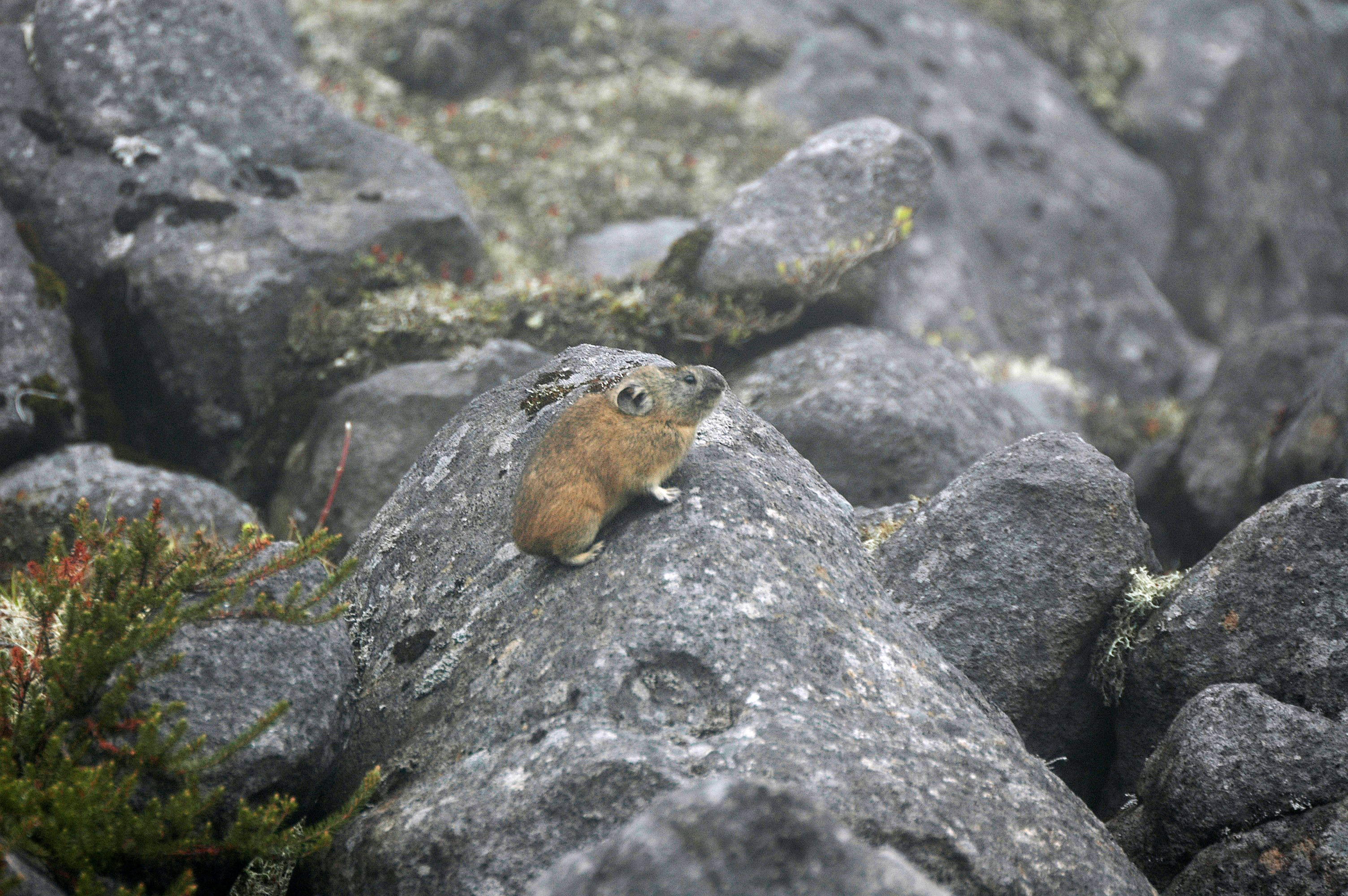
Nördlicher Pfeifhase im Park

Der Park ist bekannt für seine Wildtiere, zu denen auch Braunbären gehören. Andere bemerkenswerte Arten sind der Hokkaido-Sikahirsch, der Schwarzspecht, der Riesen-Fischuhu und der Japanische Pfeifhase. Die Schmetterlingsarten Parnassius eversmanni und Boloria freija kommen in Japan nur in diesem Nationalpark vor.

## Tourismus
Für Besucher attraktiv ist der Park durch seine alpinen Wiesen und seine vielfältigen Wandermöglichkeiten. Im Park befinden sich auch die heißen Quellen Asahidake Onsen, Sōunkyō Onsen und Tenninkyō Onsen.
Die neueste englischsprachige Statistik des japanischen Umweltministeriums weist für 2014 4,99 Millionen Besucher aus.